# Cosimo Rosselli
Cosimo di Lorenzo Rosselli (Firenze, 1439 – Firenze, 1507) è stato un pittore italiano.

## Biografia

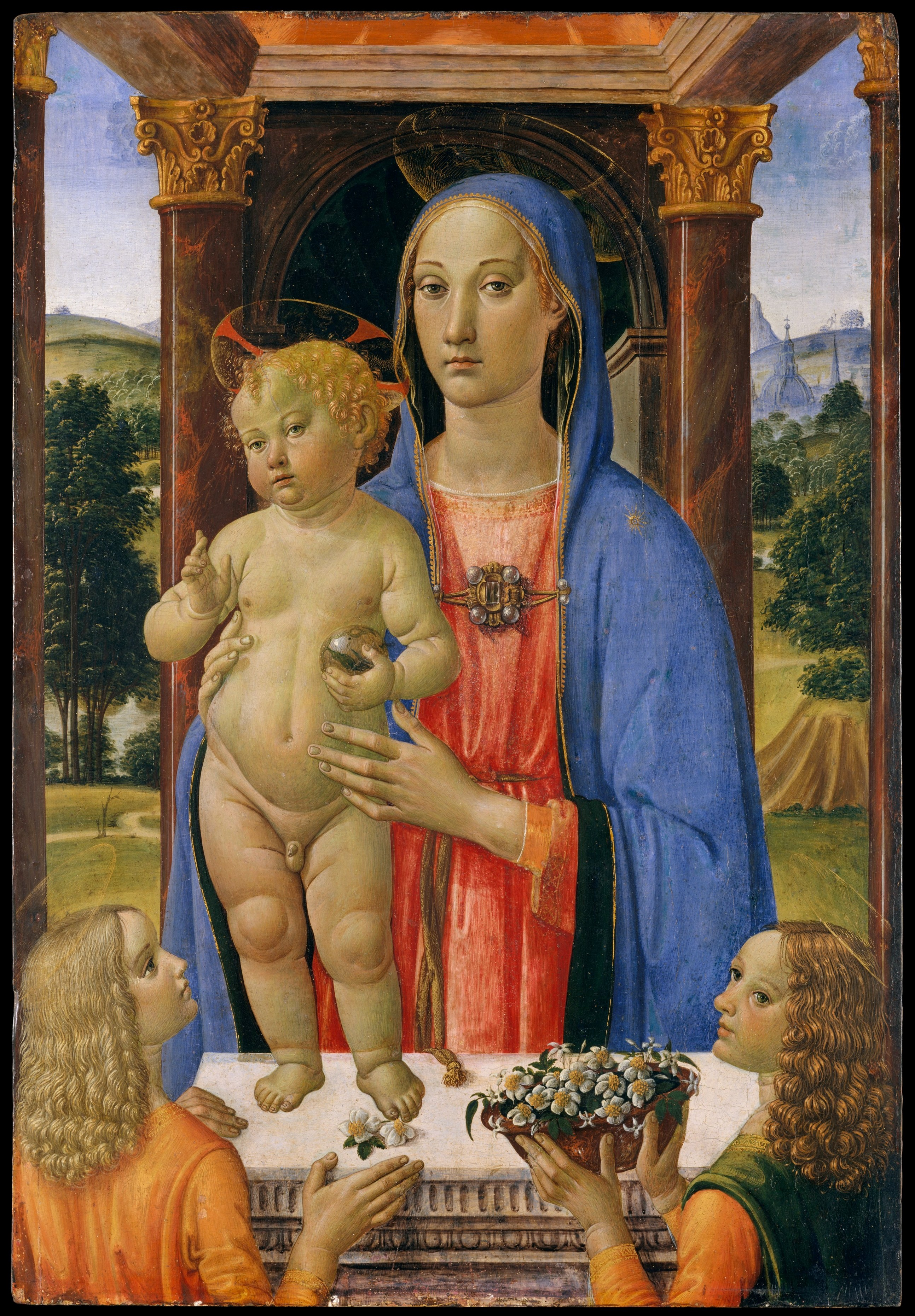
Madonna col Bambino e angeli, 1480 circa, New York, Metropolitan Museum

Nacque a Firenze nel 1439 (ma secondo studi più recenti nel 1440) da Lorenzo di Filippo Rosselli e dalla sua seconda moglie, Tommasa di Giovanni da Monteficalle.
Fu allievo dal maggio 1453 all'ottobre 1456 di Neri di Bicci, per poi passare al seguito di Alesso Baldovinetti; nel 1459 ricevette la prima importante commissione per una pala, oggi dispersa, per la chiesa fiorentina di Santa Trinita.
Si è ipotizzato che abbia poi lavorato anche con Benozzo Gozzoli, con il quale mostra affinità stilistiche. Pittore molto ricettivo, guarda anche alla pittura del Verrocchio, di Antonio e Piero del Pollaiolo e di Alesso Baldovinetti.
Queste affinità sono visibili in varie opere, tra cui gli affreschi, pur pesantemente ridipinti, della cappella Salutati nel Duomo di Fiesole, eseguiti tra il 1462 e il 1465, la pala con la Sacra Conversazione, databile intorno al 1468, già in San Pier Scheraggio e oggi agli Uffizi, la tavola con i Santi Barbara, Giovanni Battista e Matteo, per la cappella di Santa Barbara alla Santissima Annunziata, conclusa nel 1469 (ora nella Galleria dell'Accademia) e la Sant'Anna Metterza con quattro santi a Berlino, datata 1471. A Fiesole iniziò una collaborazione indiretta con Mino da Fiesole, col quale lavorò anche a Sant'Ambrogio e in Santa Maria in Campo.
All'interno della chiesa di Santa Maria a Lungotuono a Castelfiorentino si conserva una tavola d'altare raffigurante la Madonna col Bambino in trono tra i santi Antonio abate, Francesco, Chiara e Verdiana (1471), riferibile con sicurezza al Rosselli, nonostante il cattivo stato di conservazione.
Nel 1472 i registri della Compagnia di San Luca lo ricordano impegnato in Santa Maria «in Champo». Datata 1473 è la pala con l'Annunciazione e quattro santi (Avignone, Musée du Petit Palais) in cui guarda ai modi di Domenico Veneziano, Benozzo Gozzoli e Neri di Bicci. Verso il 1475-1476 affrescò la Vocazione di san Filippo Benizi nel Chiostrino dei Voti della Santissima Annunziata.
Del 1480 circa è considerata la Madonna col Bambino e angeli, conservata al Metropolitan Museum di New York, che mostra chiari riferimenti alla pittura di Andrea del Verrocchio.

### I dipinti nella Cappella Sistina

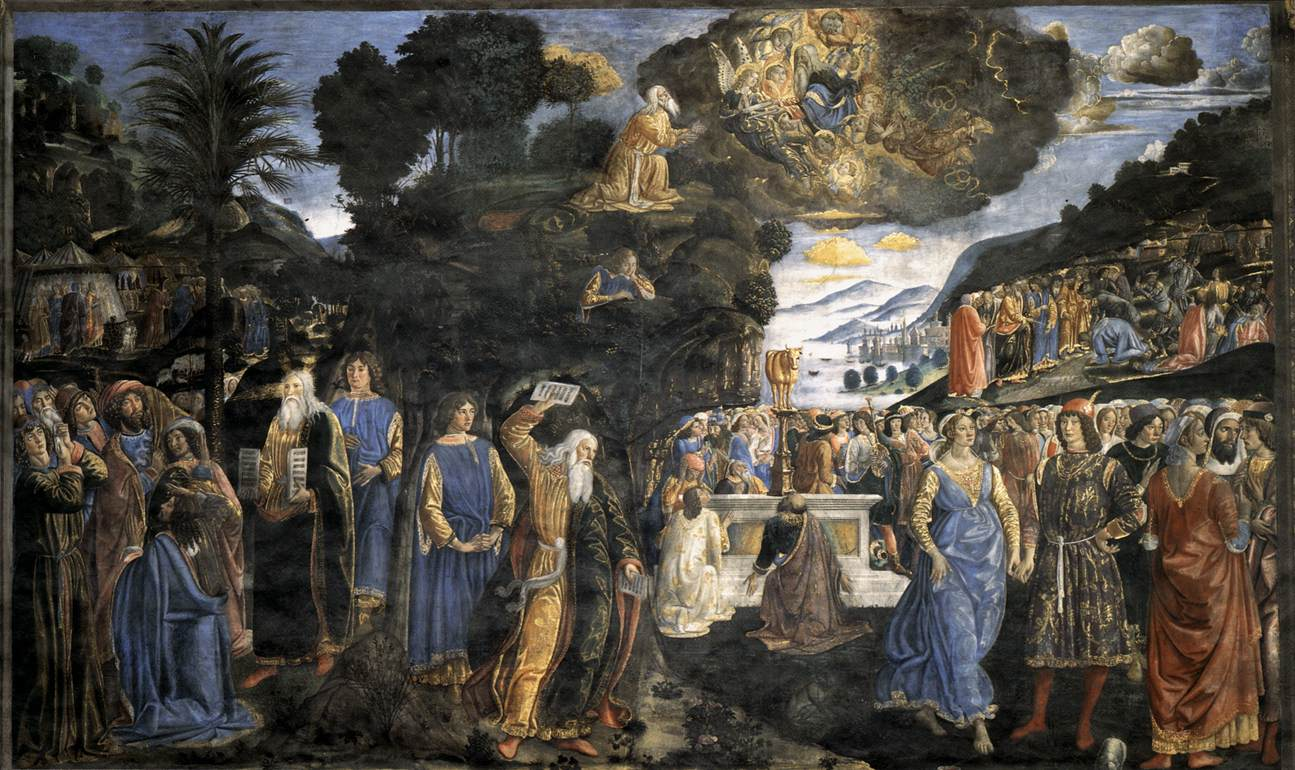
Discesa dal monte Sinai, Cappella Sistina

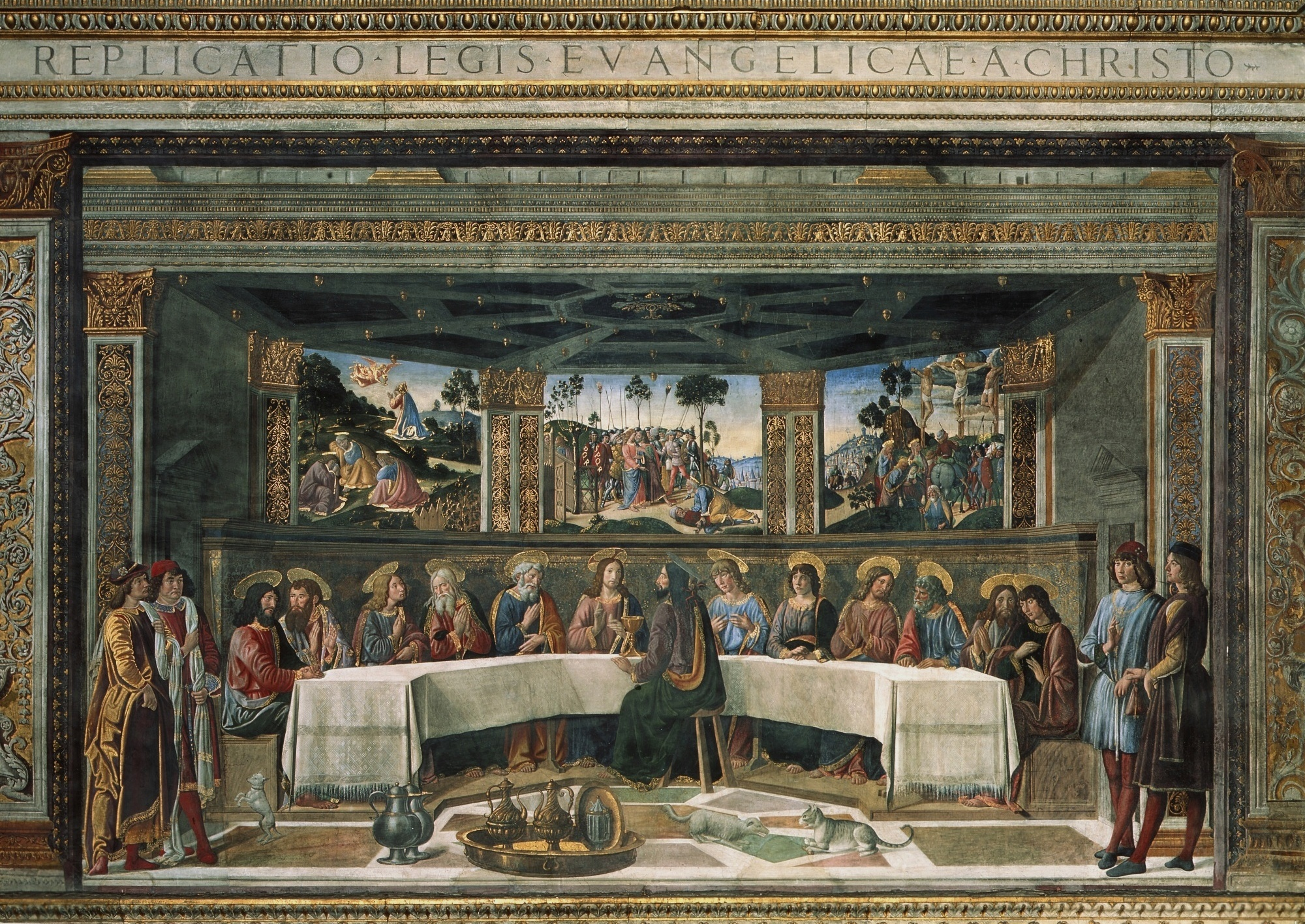
Ultima Cena, Cappella Sistina

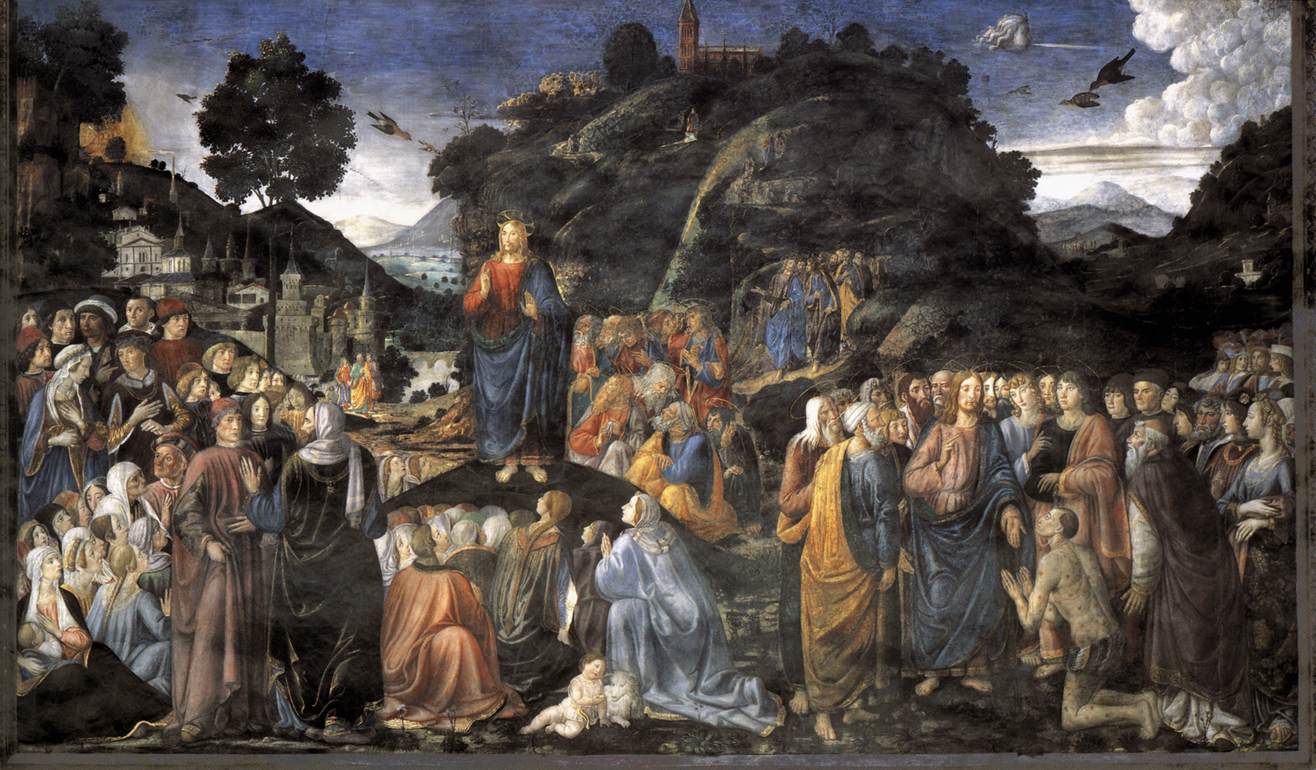
Discorso della montagna, Cappella Sistina

Nella primavera del 1481 Rosselli fu invitato da papa Sisto IV a Roma per la decorazione della Cappella Sistina accanto a Pietro Perugino, Domenico Ghirlandaio, Sandro Botticelli e ai loro collaboratori; per queste opere i pittori si attennero a comuni convenzioni rappresentative in modo da far risultare il lavoro omogeneo, quali: una comune scala dimensionale, una comune struttura ritmica e una comune rappresentazione paesaggistica, inoltre utilizzarono accanto ad un'unica gamma cromatica le rifiniture in oro in modo da far risplendere le pitture con i bagliori delle torce e delle candele.
Secondo il Vasari fu proprio il Rosselli, per ignoranza o pigrizia, ad utilizzare soprammissioni «di finissimi azzurri oltramarini e d'altri vivaci colori» e a lumeggiature d'oro:
(Giorgio Vasari, Le vite)
Rosselli realizzò i tre riquadri della Discesa dal monte Sinai, con l'iscrizione PROMULGATIO LEGIS SCRIPTE PER MOISEM. In alto Mosè, inginocchiato, che riceve le tavole; in primo piano Mosè, adirato contro il suo popolo in adorazione del vitello d'oro, punisce gli idolatri e rompe le Tavole della Legge, ricevendone delle nuove; l'altro riquadro è il Discorso della montagna e guarigione del lebbroso, infine l'affresco con l'Ultima Cena, con al di là delle finestre tre episodi della Passione: Orazione nell'orto, Cattura e Crocifissione. Opera dall'attribuzione più incerta è poi il riquadro del Passaggio del Mar Rosso

### Il ritorno a Firenze
Ritornato a Firenze nel 1482 realizzò la tavola destinata alla cappella Corbinelli, intitolata a san Tommaso, nella basilica di Santo Spirito. Di questo periodo sono anche una serie di tavole destinate a chiese fiorentine e l'affresco nella cappella del Miracolo del Sacramento in Sant'Ambrogio, raffigurante il Miracolo dell'Eucaristia (1485-1486) e ricordato da Vasari come la sua migliore opera a Firenze. Dipinto con vigore e tra le meno convenzionali dei suoi lavori, presenta tra i personaggi i ritratti di Marsilio Ficino, Pico della Mirandola e Poliziano, che figurano proprio in mezzo alla piazza. In quegli anni si recò anche a Pisa, dove affiancò Benozzo Gozzoli nel completamento degli affreschi nel Camposanto Monumentale.
Del 1490 circa è la Pala del Nocentino dipinta per l'altare della Compagnia degli Innocenti in Santa Maria Novella, oggi a Berlino.
Negli ultimi decenni della sua vita, in seguito alle nuove istanze portate da Girolamo Savonarola del quale fu seguace, il suo stile pittorico si fece più rigoroso, caricandosi di una devozionalità asciutta e patetica. Nel 1495 trasferì la sua casa nel popolo di Sant'Ambrogio e la bottega in un casamento di proprietà dei Chellini in via delle Fondamenta, ovvero in piazza Duomo.
Qui svolsero il loro apprendistato: Piero di Cosimo, che da lui prese il nome, Fra Bartolomeo e Mariotto Albertinelli, i fratelli del Mazziere e Andrea di Cosimo Feltrini e altre personalità minori. A quest'ultima fase appartengono: la Madonna in trono col bambino e i santi Jacopo, Pietro e Giovannino (Firenze, Galleria dell'Accademia), destinata alla cappella Salviati della Chiesa del Cestello (ovvero Santa Maria Maddalena dei Pazzi) e l'"Incoronazione della Vergine e santi" (1505) in Santa Maria Maddalena dei Pazzi.
Morì il 7 gennaio 1507 e fu sepolto nella Santissima Annunziata, a Firenze.(Ircani, Menichini Paola, Le sepolture di Cosimo e della famiglia Rosselli alla Santissima Annunziata di Firenze, in Cosimo Rosselli, tre restauri: nuova luce su un maestro del Rinascimento fiorentino, Firenze : Polistampa, 2018).